# Amundsen-Scott-Südpolstation

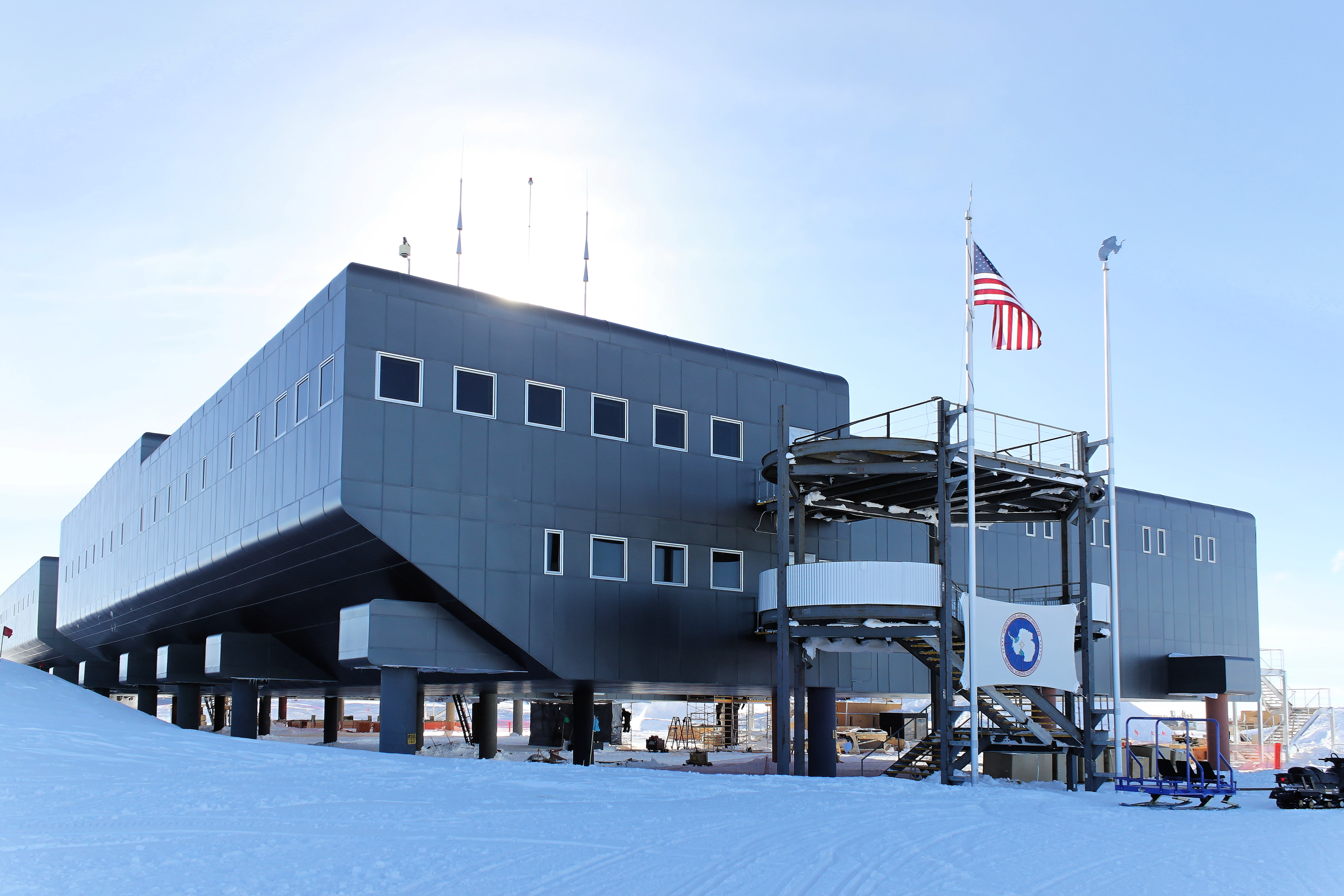
Die neue Amundsen-Scott-Südpolstation im November 2009

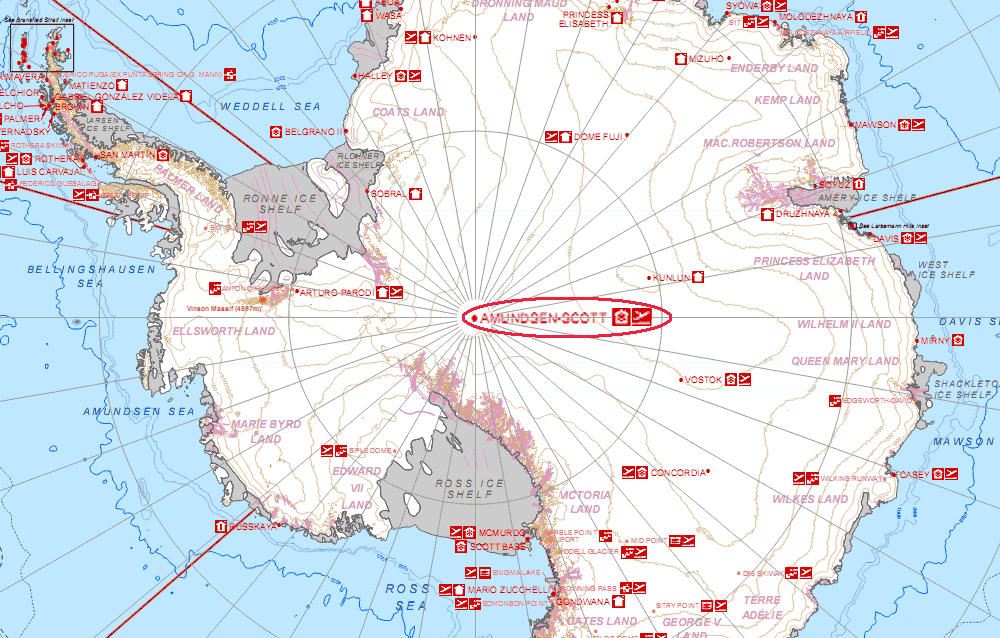
Position der Station in der Antarktis

Die Amundsen-Scott-Südpolstation ist eine US-amerikanische Forschungsstation in der Antarktis. Sie wurde nach den beiden Südpolpionieren Roald Amundsen und Robert Falcon Scott benannt und liegt in 2835 m Höhe auf dem Inlandeis von Antarktika, wenige hundert Meter vom geographischen Südpol entfernt. Die Forschungsstation wurde 1956 für das Internationale Geophysikalische Jahr gegründet und mehrmals erweitert.
Teil der Amundsen-Scott-Südpolstation ist das IceCube Neutrino Observatory (oder vereinfacht IceCube), ein Hochenergie-Neutrino-Observatorium.

## Geschichte
Das erste Camp auf dem Südpol war Amundsens Polheim. Die erste Station wurde erst 45 Jahre später gegründet und bestand von 1957 bis 1975 (Old Pole). Das 1975 errichtete, neuere Hauptgebäude befand sich unter einer geodätischen Kuppel mit einem Durchmesser von 50 Metern und einer Höhe von 16 Metern. Im antarktischen Sommer 2005/06 wurde nach 15 Jahren Planung, Entwicklung und Aufbau für 150 Millionen US-Dollar eine völlig neue Station fertiggestellt. Besondere Anforderungen an den Neubau ergaben sich durch die extremen Temperaturen, starke Schneeverwehungen und extreme Trockenheit. Nach der Fertigstellung der neuen Station wurde die alte Kuppel im antarktischen Sommer 2009/2010 komplett abgebaut.
Ein über 26.000 km² großes Gebiet um die Station ist seit 2007 als besonders verwaltetes Gebiet der Antarktis Nr. 5 (Antarctic Specially Managed Area No. 5) gemäß dem Umweltprotokoll des Antarktisvertrags ausgewiesen. Die Verwaltung soll durch die Koordination aller menschlichen Tätigkeiten sicherstellen, dass die wissenschaftlichen, ökologischen und historischen Werte des Gebiets langfristig erhalten bleiben.

## Forschungsinhalte

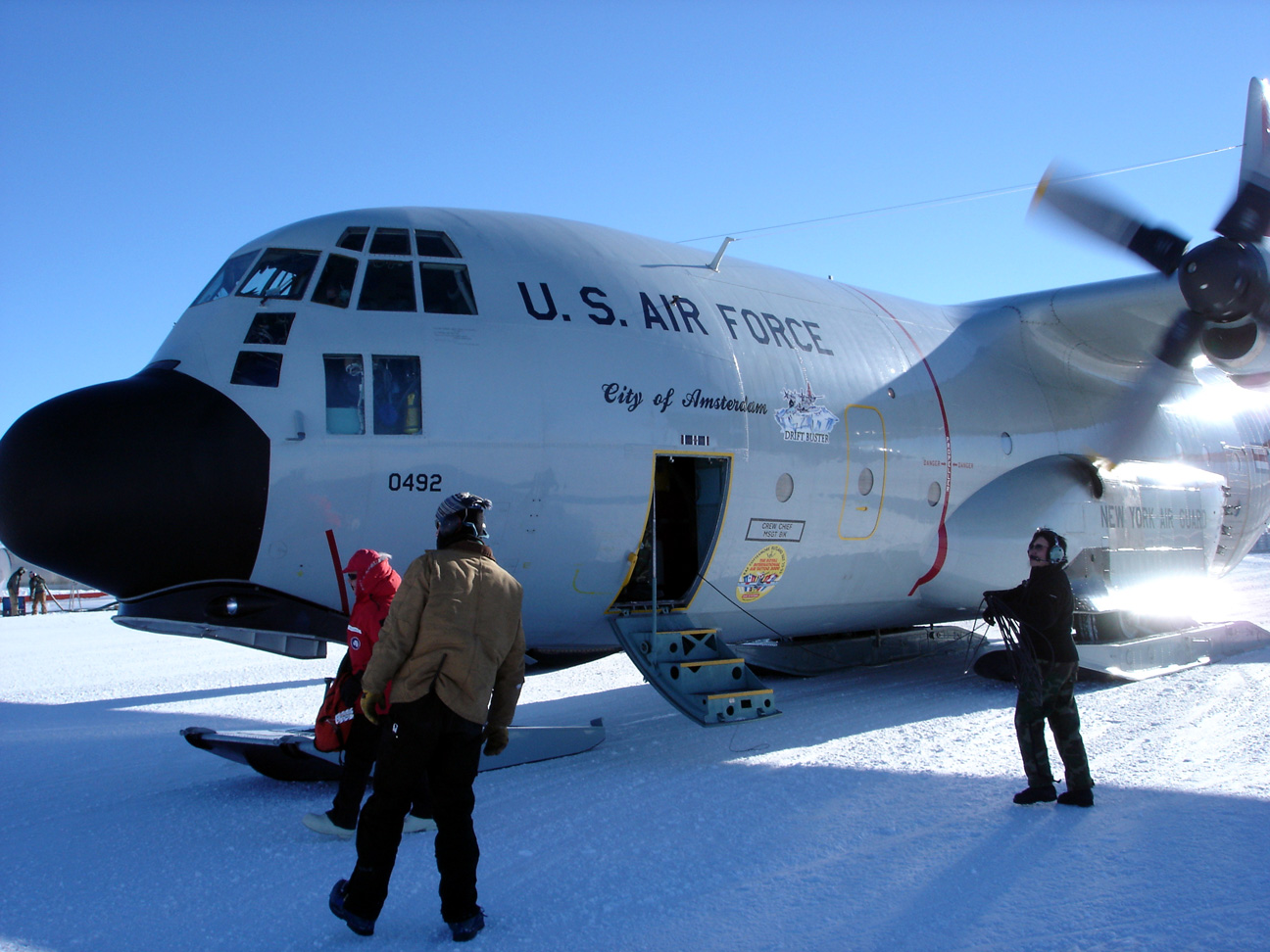
Frachtflugzeug Lockheed C-130 der United States Air Force am Südpol (2004)

In der Station werden Forschungen auf dem Gebiet der Glaziologie, Geophysik, Meteorologie, Astronomie und Astrophysik betrieben. Unter anderem befindet sich dort das Neutrino-Observatorium IceCube, das auf dem Vorläuferexperiment AMANDA aufbaut. An beiden Experimenten sind auch deutsche Universitäten und Institute beteiligt. Außerdem wird hier das Background Imaging of Cosmic Extragalactic Polarization (BICEP) und Keck-Array betrieben zur Beobachtung der CMB.

## Leben auf der Station
Die Jahresdurchschnittstemperatur beträgt −49 °C, mit Schwankungen zwischen −13 °C und −82 °C. Etwa 130 Forscher arbeiten während des antarktischen Sommers in der Station, während zuletzt etwa 50 in der Station überwinterten. Dies macht die Station zur zweitgrößten Antarktis-Station nach der McMurdo-Station. Die Station wird mit Flugzeugen vom Typ Lockheed C-130 Hercules versorgt, die allerdings nur zwischen Oktober und Februar starten und landen können, sowie durch Treckertransporte über die South Pole Traverse. Mit jeweils sechs Überwinterungen sind die beiden deutschen Wissenschaftler Steffen Richter und Robert Schwarz die momentanen Rekordhalter für die meisten Überwinterungen auf der Amundsen-Scott-Station. Auf der Station gibt es ein Treibhaus, in welchem die Forscher bis zu 27 kg pflanzliche Nahrung wöchentlich züchten.

## Bilder

Neue Station und geografischer Südpol
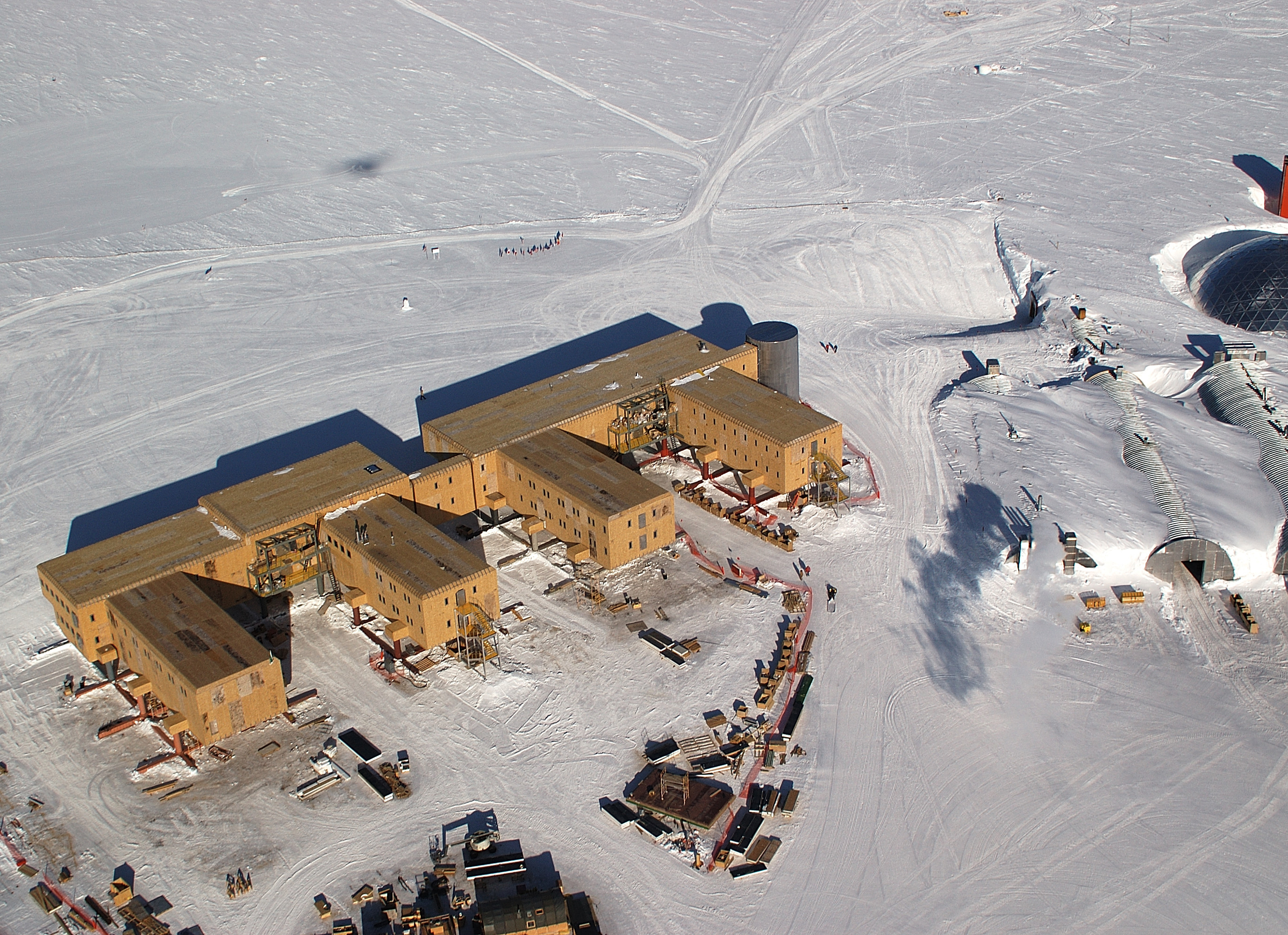
Neue Station aus der Vogelperspektive (Januar 2005)
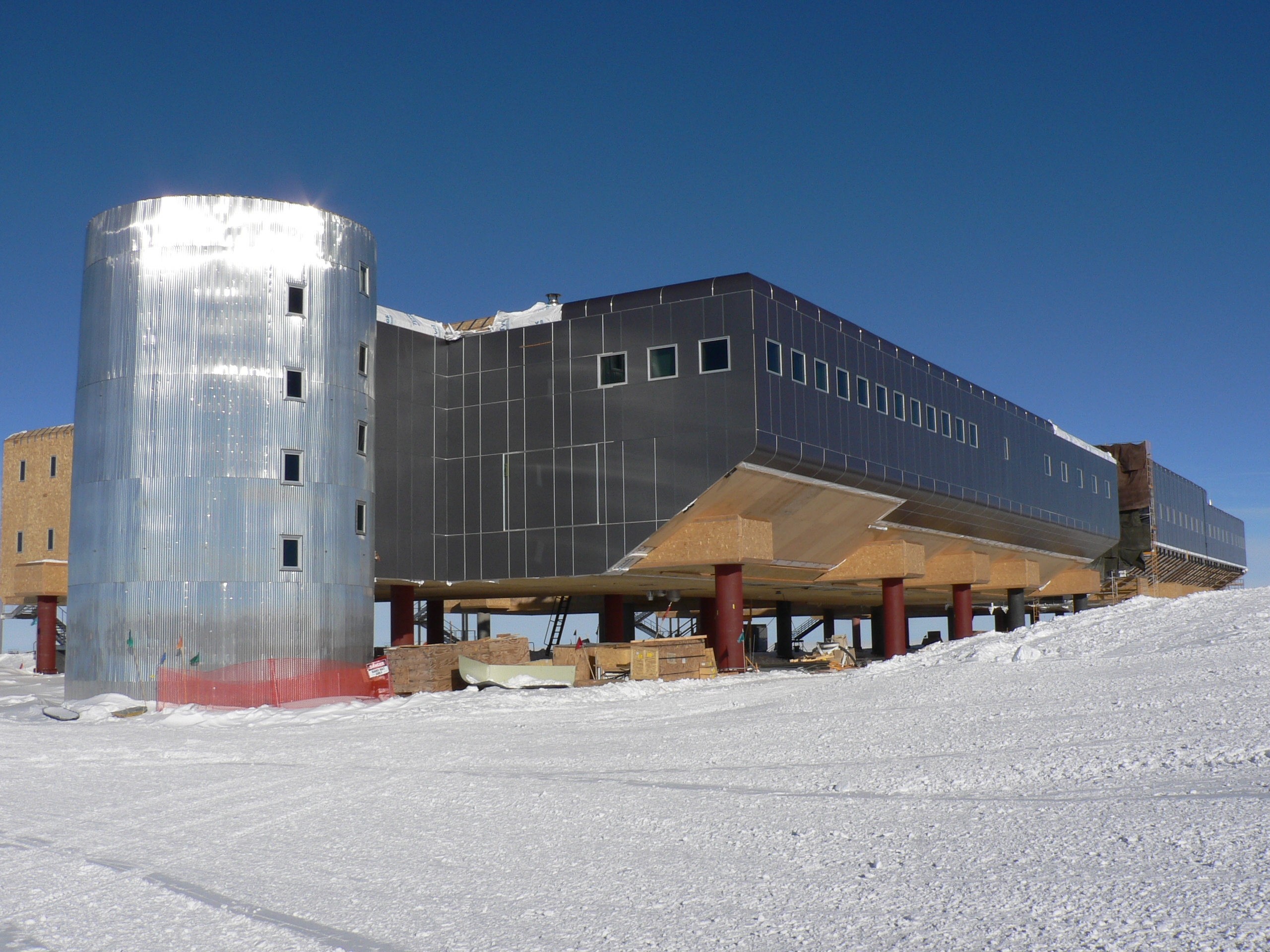
Details der neuen Station (Januar 2007)
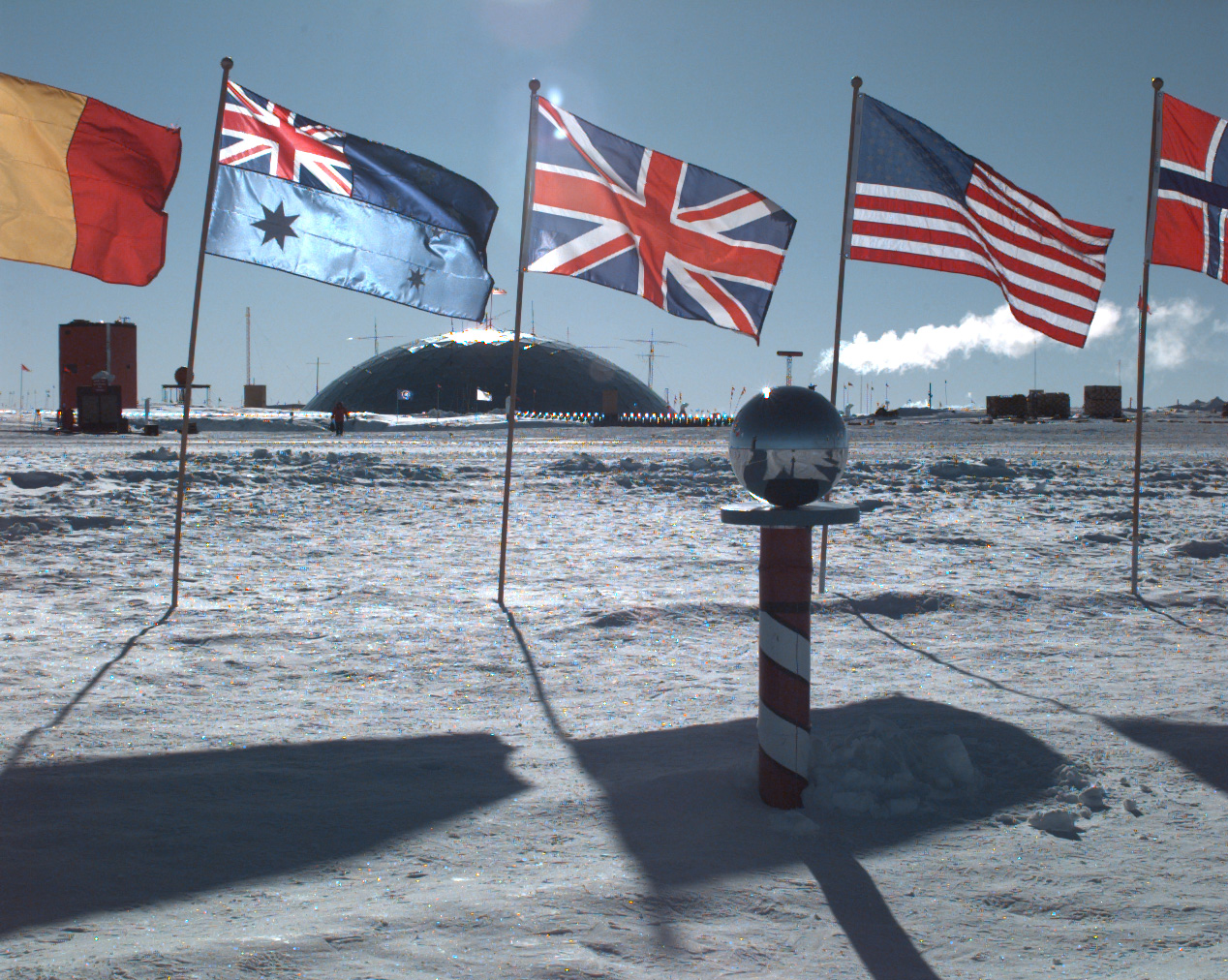
Zeremonieller Südpol, im Hintergrund die alte Station (Februar 1996)
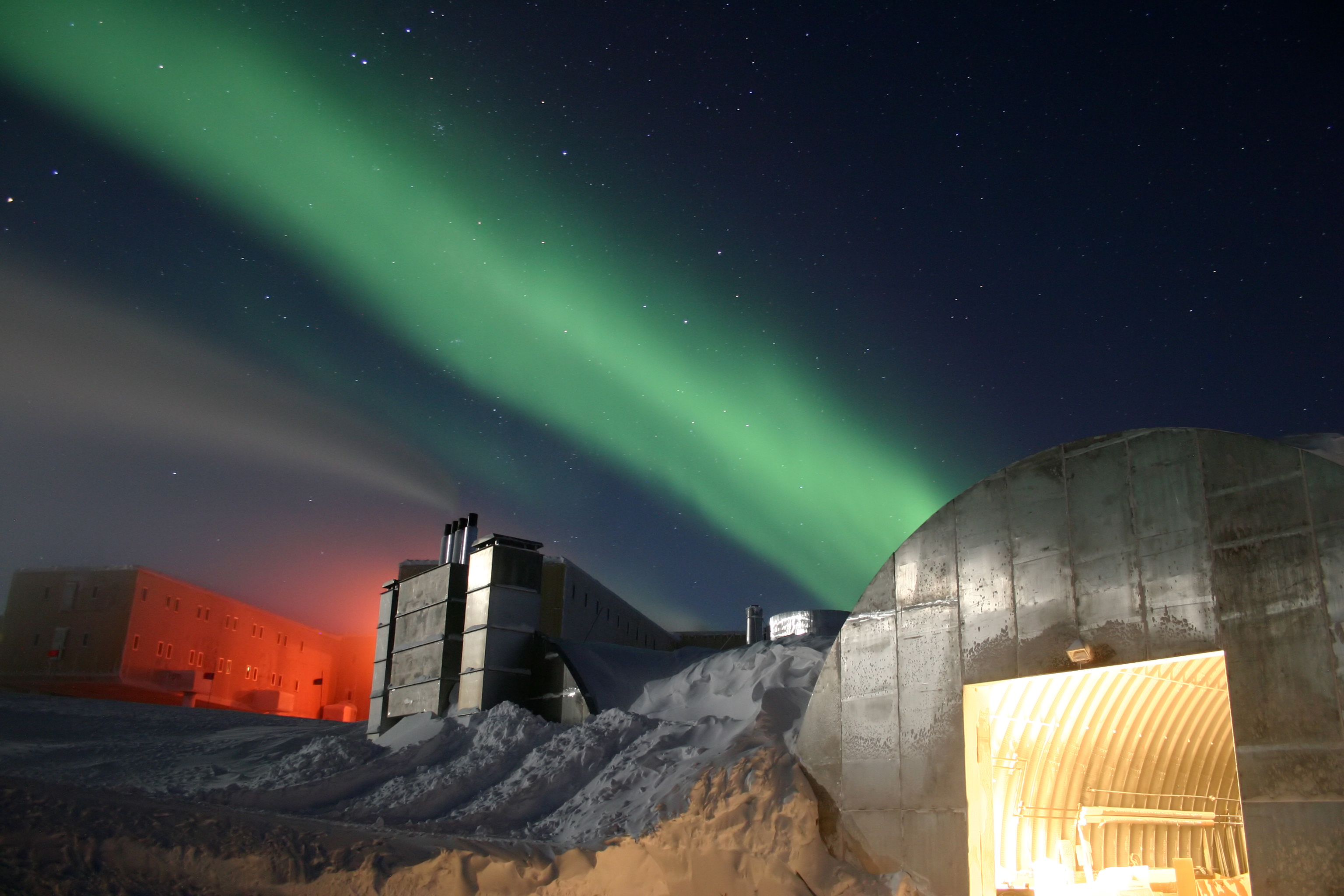
Station mit Polarlicht (Juli 2005)

Alte Station
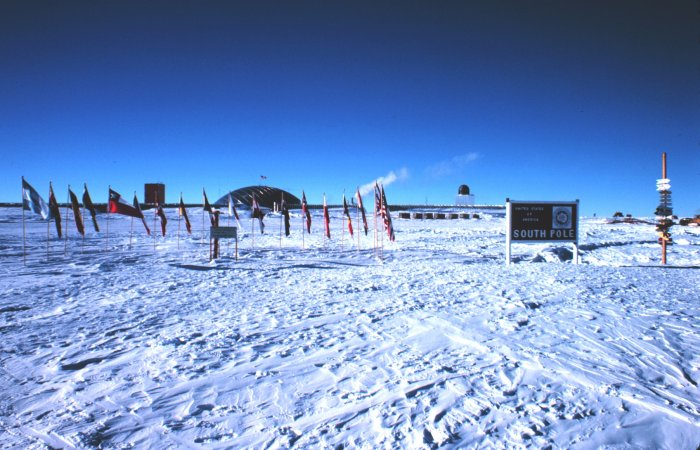
Südpol und alte Südpolstation (Dezember 1978)
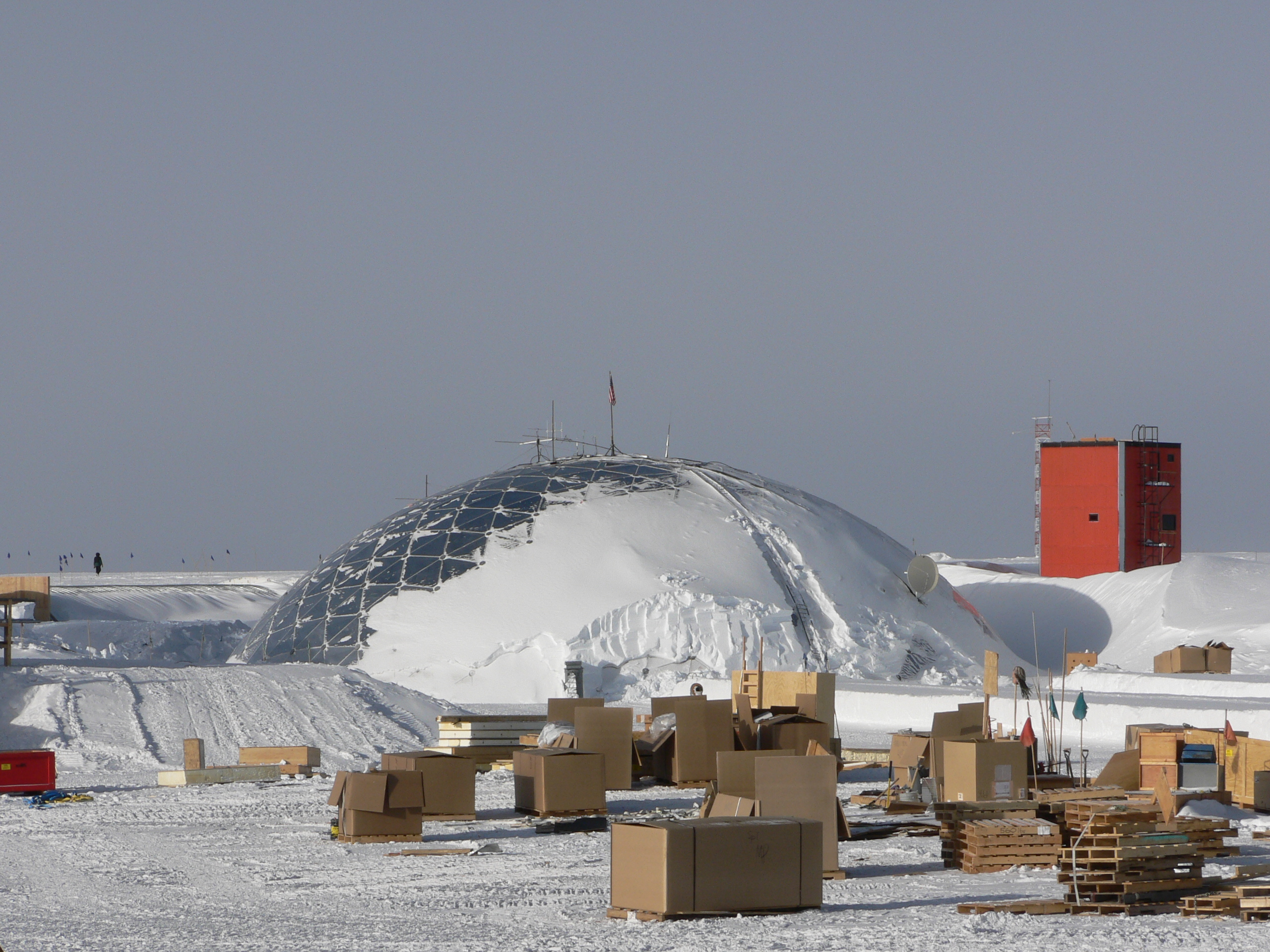
Alte Südpolstation (Februar 2007)
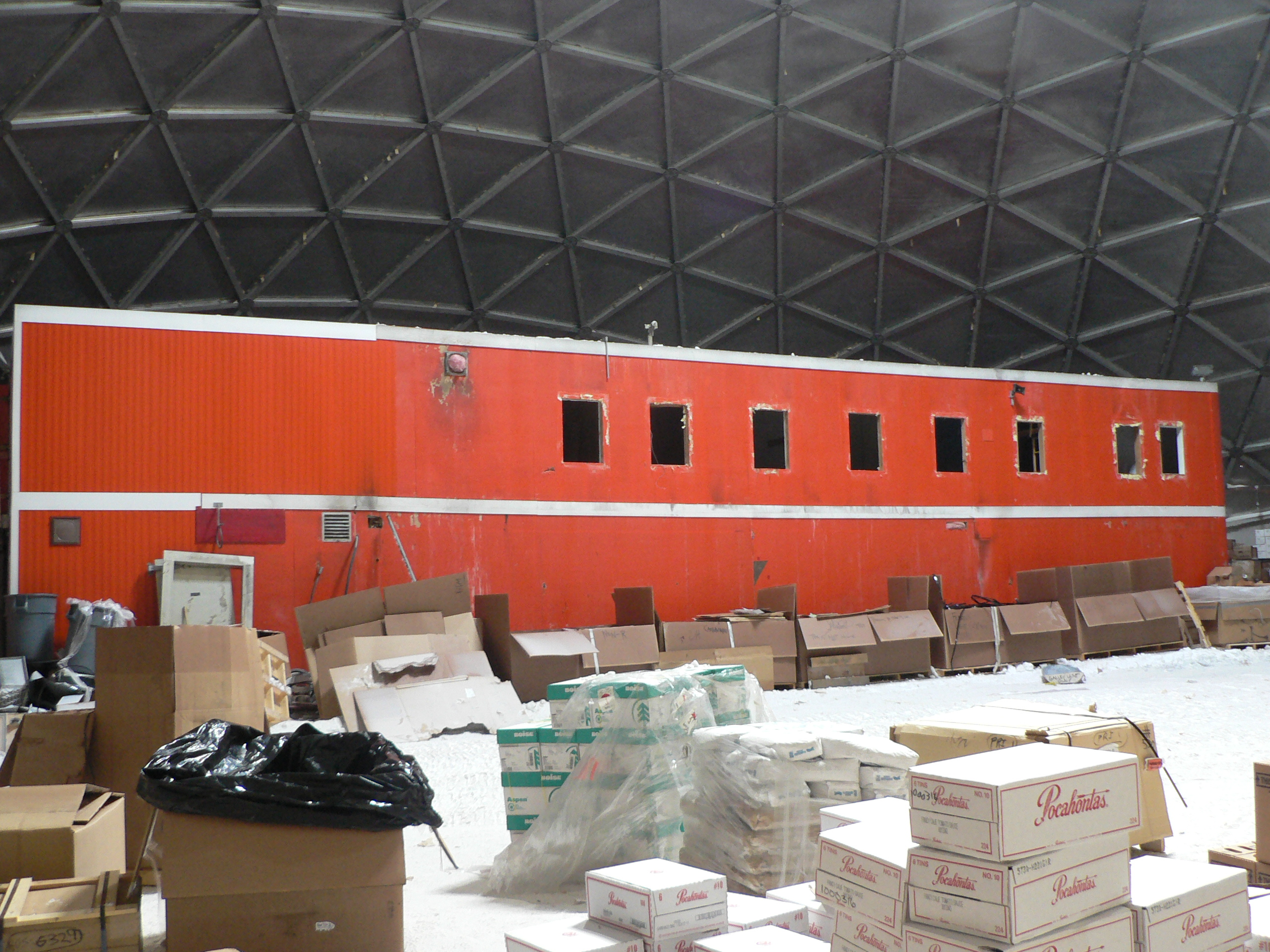
Gebäudereste unter der Kuppel (Januar 2007)
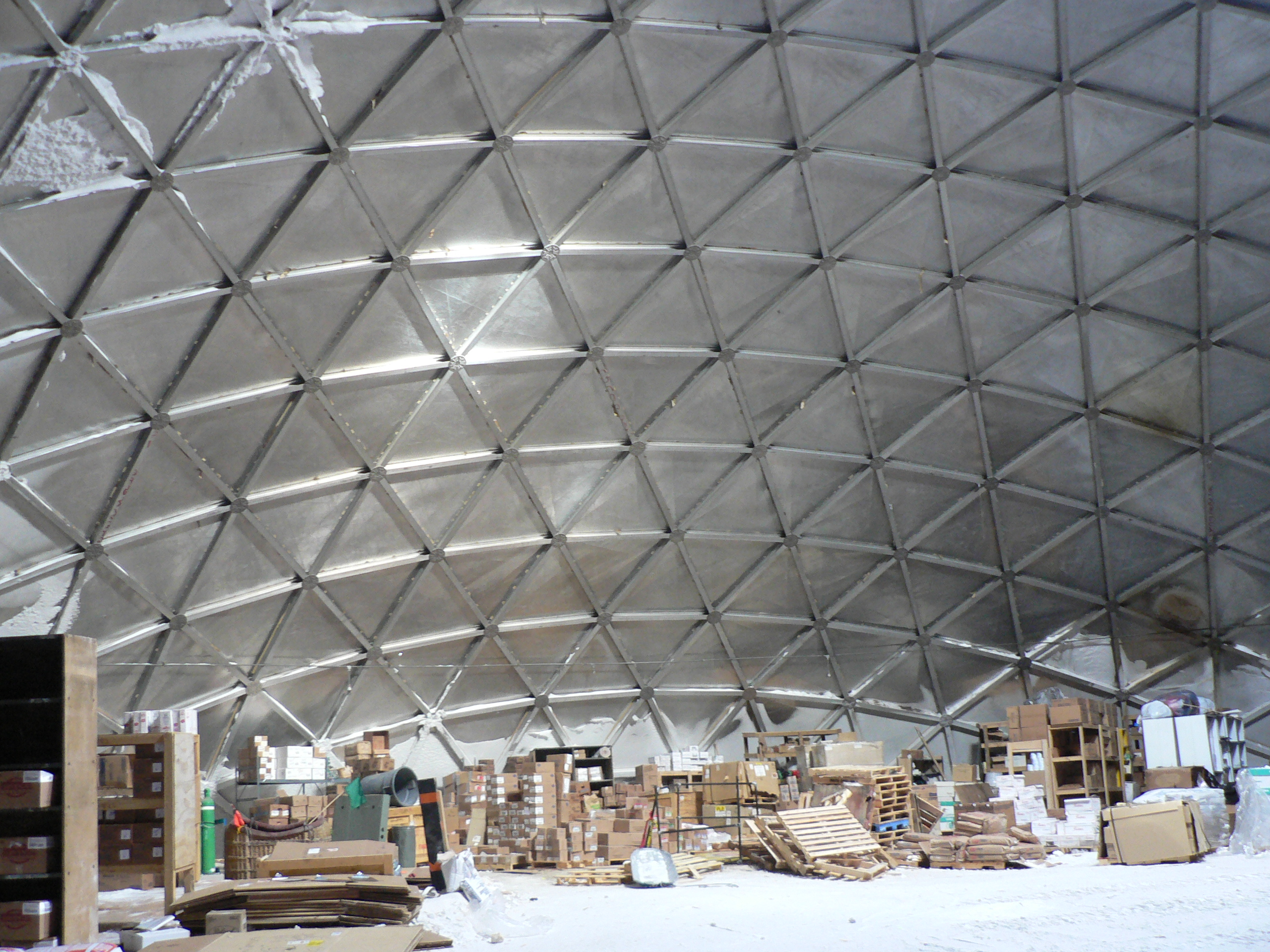
Lager unter der Kuppel (Januar 2007)

### Allgemein
- Bericht über den Bau der neuen Station mit vielen Bildern (englisch)
- Aktueller Wetterbericht für die Station (englisch)
- Amundsen-Scott South Pole News
- Website eines 6fachen winter-overs am Südpol (englisch)
- Amundsen-Scott-Südpolstation NOAA webcam

### Experimente
- IceCube Neutrino Observatory
- Amanda II Project (offizielle Website)